# La Couarde
La Couarde is een plaats en voormalige gemeente in het Franse departement Deux-Sèvres in de regio Nouvelle-Aquitaine en telt 284 inwoners (1999). De plaats maakt deel uit van het arrondissement Niort. De oude naam van de gemeente is Goux. La Couarde is op 1 januari 2019 gefuseerd met de gemeente Prailles tot de gemeente Prailles-La Couarde. 

## Geografie
De oppervlakte van La Couarde bedraagt 16,4 km², de bevolkingsdichtheid is 17,3 inwoners per km².
De onderstaande kaart toont de ligging van La Couarde met de belangrijkste infrastructuur en aangrenzende gemeenten.

## Demografie
Onderstaande figuur toont het verloop van het inwonertal.